# Chalinolobus dwyeri
Chalinolobus dwyeri là một loài động vật có vú trong họ Dơi muỗi, bộ Dơi. Loài này được Ryan mô tả năm 1966.